# Visquotum
Daar de visbestanden in de zee niet onuitputtelijk zijn, wordt door het vaststellen van een visquotum  aangegeven hoeveel elk land van welke soort vis mag vangen.
De internationale benaming voor quota is (T)otal (A)llowable (C)atch
De reden hiervoor is dat bij een te grote vangst, zeeën als de Noordzee binnen afzienbare tijd 'leeggevist' zou zijn. Het is van groot economisch belang zo precies mogelijk vast te stellen hoe groot het jaarlijkse vangstquotum per vissoort mag zijn om overbevissing te voorkomen. Het inkomen van veel gezinnen en het voortbestaan van veel bedrijven, misschien wel van een hele industrietak, hangt er namelijk van af. Ook ecologisch is de quotering van groot belang omdat overbevissing tot onherstelbare schade aan het gehele marine milieu kan leiden.
Bij het vaststellen van de visquota spelen vaak tegengestelde belangen: korte en lange-termijn, politiek, milieu, inkomen.
Het vaststellen van deze quota (TAC) gebeurt ieder jaar in Brussel, waar alle visserij ministers uit de verschillende EU-landen bij elkaar komen. Een groot aantal biologen geven advies over de hoeveelheid vis die per soort dat jaar mag worden gevangen. Deze adviezen worden meestal opgevolgd, alhoewel iedere visserijminister een voor zijn land zo hoog mogelijk hoeveelheid probeert af te spreken. Voor België en Nederland worden deze adviezen respectievelijk door het ILVO - Visserij en het IMARES opgesteld.
De quota berusten voornamelijk op historische rechten.
Deze werden tijdens de allereerste invoering van de TAC vastgesteld.
bijvoorbeeld: Nederland is voornamelijk bekend om zijn platvis, en had dus in de jaren 60 ook veel van deze vissoort aangevoerd. Hierdoor kreeg Nederland een hoog percentage van de TAC.
Duitsland kreeg bijna de gehele TAC voor koolvis toegewezen omdat hun trawlervloot enorme hoeveelheden van deze vissoort had aangevoerd. België heeft dan weer belangrijke quota voor tong in de Ierse Zee en in de Keltische Zee.